# Борзенков Яків Андрійович
Я́ків Андрі́йович Борзенко́в (*1825 — †6 січня 1884) — російський анатом і фізіолог, дарвініст.
Закінчив Московський університет (1855), був учнем К. Ф. Рульє. З 1870 — професор того ж університету.
Праці Борзенкова присвячені переважно питанням порівняльної анатомії хребетних тварин та історії порівняльно-анатомічних досліджень. При кабінеті порівняльної анатомії Московського університету Борзенков створив бібліотеку і музей.